# Перивил (Мисури)
Перивил (енгл. Perryville) град је у америчкој савезној држави Мисури.

## Демографија
По попису из 2010. године број становника је 8.225, што је 558 (7,3%) становника више него 2000. године.
| Група             | 2000.         | 2010.         |
| Белци             | 7.432 (96,9%) | 7.754 (94,3%) |
| Афроамериканци    | 19 (0,2%)     | 62 (0,8%)     |
| Азијати           | 101 (1,3%)    | 74 (0,9%)     |
| Хиспаноамериканци | 54 (0,7%)     | 221 (2,7%)    |
| Укупно            | 7.667         | 8.225         |